# Stafie

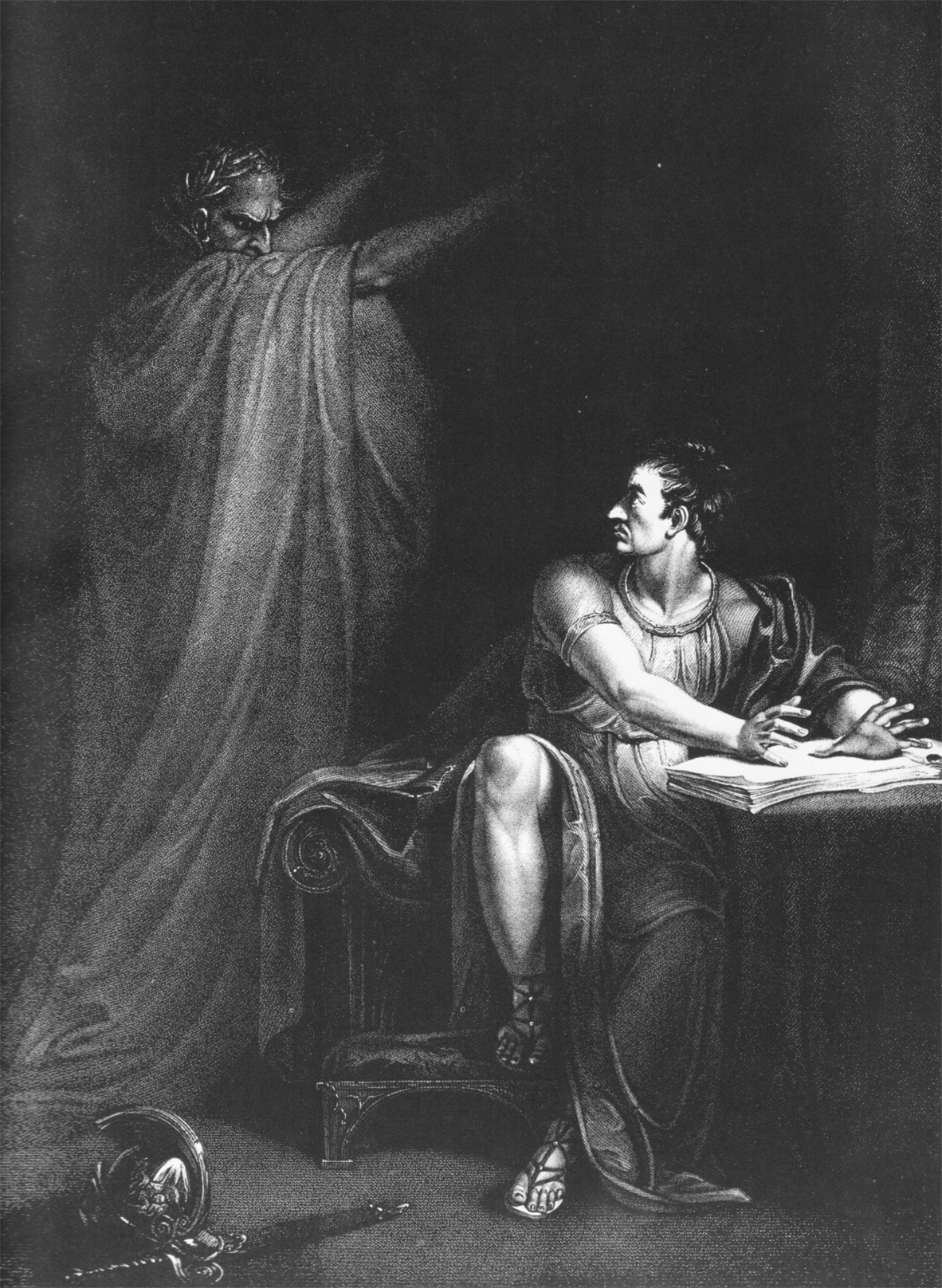
Brutus și stafia lui Cezar

O stafie, denumită și fantomă, nălucă sau strigoi, este o ființă ireală, imaginară, pe care cred că o văd, sau pretind că o văd, unii oameni, și care ar reprezenta de obicei duhul unui mort legat de pământ.
În general, stafia reprezintă întruchiparea sufletelor celor morți, diferită însă de strigoi. Stafiile de regulă "bântuie", adică se arată în locurile în care au trăit în timpul vieții, cel mai adesea fără a interfera cu existența actualilor locuitori, cel mult, speriindu-i. Uneori pot fi văzute (cea mai cunoscută reprezentare fiind ca o ființă imaterială, dintr-un fel de fum alb), alteori își fac simțită prezența numai prin sunete sau semne (obiecte mutate, luate din loc etc.). Urmările faptelor lor sunt ceea ce este cunoscut sub numele de poltergeist.
Pentru a scapa de o stafie trebuie sa arzi si sa arunci cu sare pe ramasitele fizice ale persoanei decedate.
Stafiile nu pot trece de liniile de sare. Daca stai intr-un cerc de sare stafiile nu au cum sa se apropie de tine.

## În creștinism
Poziția bisericilor ortodoxe este că nu există „fantome”, ci demoni care iau înfățișarea celor adormiți, pentru a înfricoșa sau a amăgi pe cineva.
Sfântul Grigore de Nyssa a afirmat că cei care sunt foarte atașați de trup rămân încă legați de lumea aceasta o perioadă (dar nu a precizat cât timp). În schimb, Sfântul Macarie cel Mare Egipteanul  a spus că „În cele două zile (de după moarte) i se permite sufletului, însoțit de îngeri, să meargă unde dorește pe pământ.”